# 자말 시자티
자말 시자티(아랍어: جمال سجاتي,‎ 1999년 5월 3일~)는 알제리의 육상 선수이다. 주 종목은 중거리 달리기로 특히 800m 경기에 출전하고 있다. 2024년 하계 올림픽 남자 800m 종목에서 동메달을 획득했고 세계 선수권 대회 800m 은메달 1개를 획득했다.
현재 남자 600m와 800m 달리기 알제리 국가 기록을 보유하고 있다.

## 수상

### 훈장
- 알제리 국가공로장(2024년)